# 克里歐·德·梅洛德
克里歐佩特拉-黛安·德·梅洛德（法語：Cléopâtre-Diane de Mérode，1875年9月27日—1966年10月17日），歐洲美好年代(Belle Époque)的法國芭蕾舞者、1896年巴黎選美冠軍。她以與比利時國王利奧波德二世之間的緋聞而廣為人知。

## 生平

### 幼年時期
1875年9月27日，克里歐·德·梅洛德出生於法國巴黎。她是奧地利風景畫畫家卡爾·馮·梅洛德的女兒。
7-8歲時克里歐進入國立巴黎歌劇團的舞蹈學院接受正統的舞蹈訓練。首次正式登台演出則是在11歲。她在舞台上的裝扮獨具一格，有時帶著濃濃的東方古典風，有時又扮成一位牧羊女或時尚名媛。
長成少女以後，許多畫家（如亨利·德·土魯斯-羅特列克、喬瓦尼·波爾蒂尼、愛德加·竇加等人）都為她著迷，開始繪製她的畫像。攝影家納達爾也邀請她當模特兒，前後長達十餘年。

### 名聲與緋聞
她的肖像被印在無數的明信片、香菸盒、海報與年曆上，讓人們流通、收藏。日本評論家鈴木晶在他的著作《歌劇院的迷宮》（2013年）中說“克里歐可以稱得上是現代最早的流行偶像”。
歐洲的評論家們也說：「她的美就如同未食禁果的夏娃般令人醉心。」與此同時，她的美麗也吸引了以女人情慾為主題的維也納畫家克林姆的注意。他們之間的故事被翻拍成2006年電影“克林姆”，片中的Lea de Castro就是以Cléo為原型。
1896年，比利時國王利奧波德二世親自出席欣賞她的表演。時年61歲的風流國王對年僅22歲正值青春年華的克里歐很感興趣，並對她一見傾心。此後數年間，全歐各種八卦小報的報導從來不曾斷過，克里歐也被視為當時最有名的交際花。

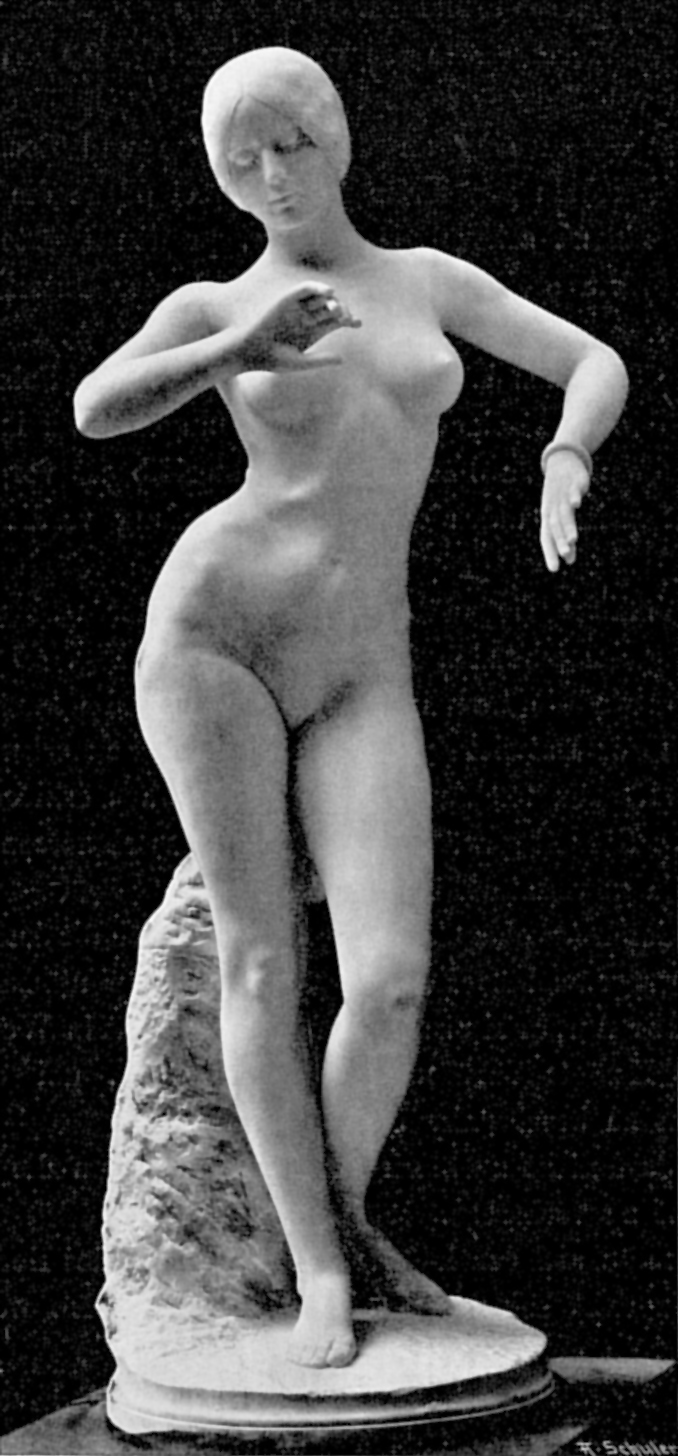
亞歷山大·佛吉爾以克里歐為原型創作的裸體雕像《舞者》

1897年，她開始了在美國的巡演。即使是離開了歐洲大陸，克里歐同樣很受歡迎，所到之處，人們爭相一睹丰采。之後幾年，她的足跡更遠佈俄羅斯、瑞典等國。
1926年，德國電影《狂熱的女人》上映，劇中由美國女影星弗恩·安德拉飾演克里歐。
1934年，她在阿爾卡薩爾（源於阿拉伯語，意為宮殿）進行最後的一次公演。

### 晚年成謎
引退以後的克里歐迅速被世人遺忘。她的名字再次出現在眾人面前，並引起注目，是在1950年前後的事。
1949年6月，著名女性主義者、女權運動提倡者西蒙·波娃的著作《第二性》發行，書中波娃用“誘騙貴族的高級妓女”等字眼來形容克里歐。隨後克里歐以損害名譽的罪名對其提出告訴，最終法院判決克里歐勝訴，命令波娃必須賠償克里歐所受的損失。
1955年，她的自傳“Le Ballet de ma vie”（我的生命之舞）出版，推出自傳的其中一個原因便是為了駁斥許多甚囂塵上的傳聞。
步入老年之後，她對舞蹈及音樂的熱愛依然未減。她晚年的生活十分恬靜平淡，深居簡出。死後葬於拉雪茲神父公墓。

## 外部連結
- Танцовщица Клео де Мерод（页面存档备份，存于） （俄文）